# Skrattabborrtjärnen (Grundsunda socken, Ångermanland)
Skrattabborrtjärnen är en sjö i Örnsköldsviks kommun i Ångermanland och ingår i Gideälven-Idbyåns kustområde.